# 沙崙駅 (新北市)
沙崙駅（さろんえき）は、台湾新北市淡水区沙崙里にある新北捷運淡海軽軌藍海線の駅。駅は淡海路に設置され、駅番号はV27。こちらは里名が由来で、同じ淡海LRTの浜海沙崙駅は沙崙路という道路名に由来する。

## 歴史
- 2014年11月23日 - 当駅を含む工区起工[1]。
- 2016年5月13日 - 駅名確定[2]。
- 2018年4月 - 駅番号変更（B7→V27）[3]。
- 2020年11月15日 - 藍海線1期開通に伴い開業（10時式典、14時運行開始。12月14日までIC利用に限り無料）[4]。

## 駅構造
島式ホーム1面2線の地上駅。
| 地上                                   |                                            |
| ↑ 横断 歩道 ↓                          |                                            |
| 西行き                                 | ←藍海線 淡水漁人碼頭方面（淡水漁人碼頭駅） |
| 島式ホーム、車両左側のドアが開閉する。 |                                            |
| 東行き                                 | →緑山線直通 紅樹林方面（台北海洋大学駅）→  |

## 利用状況
| 年   | 年間利用客数 | 年間利用客数 | 年間利用客数 | 年間利用客数 | 1日平均 | 1日平均 |
| 年   | 乗車         | 下車         | 乗降計       | 出典         | 乗車    | 乗降    |
| ---- | ------------ | ------------ | ------------ | ------------ | ------- | ------- |
| 2020 | 4,000        | 4,000        | 8,000        | [ 注 2 ]     | 85      | 170     |
| 2021 | 23,000       | 20,000       | 43,000       | [ 7 ]        | 63      | 118     |

## 駅周辺
- 公司田渓（中国語版）
  - 藍海橋（中国語版）
- 清仏戦争滬尾古戦場城岸遺蹟（新北市歴史建築）
- 沙崙海水浴場（中国語版）
- 沙崙福徳宮
- 中央廣播電台中央電台

## 隣の駅
新北捷運
■淡海軽軌藍海線
淡水漁人碼頭駅(V26) - 沙崙駅(V27) - 台北海洋大学駅(V28)

### 註釈
1. ↑  ただし各年の『新北市捷運統計年報』では、年間の数値が千人単位での公表であり、1日平均の場合は誤差が出ることを考慮する必要がある。
2. ↑  平均は11月15日の開業後、47日間で算出[6]